# نانسي بيرل
نانسي بيرل (بالإنجليزية: Nancy Pearl)‏ هي أمينة مكتبة وصحفية أمريكية، ولدت في 12 يناير 1945.